# No Mercy (2005)
Pour les articles homonymes, voir No Mercy.
No Mercy 2005 s'est déroulé le 9 octobre 2005 au Toyota Center de Houston, Texas.
- Sunday Night Heat match : William Regal et Paul Burchill def. Paul London et Brian Kendrick (5:09)
  - Regal a fait abandonner London sur le Regal Stretch.
- The Legion of Doom (Road Warrior Animal et Heidenreich) et Christy Hemme def. MNM (Joey Mercury, Johnny Nitro, et Melina) (6:28)
  - Hemme a réalisé le compte de trois sur Melina après le Doomsday Device.
- Bobby Lashley def. Simon Dean (1:55)
  - Lashley a effectué le tombé sur Dean après un Dominator.
  - Après le match, Lashley forçait Dean à manger 20 double cheeseburgers.
- Chris Benoit def. Booker T (w/Sharmell), Christian, et Orlando Jordan dans un Fatal Four-Way match pour conserver le WWE United States Championship (10:22)
  - Benoit a fait abandonner Christian sur le Sharpshooter.
- Ken Kennedy def. Hardcore Holly (8:49)
  - Kennedy a effectué le tombé sur Holly après un Green Bay Plunge.
  - Après le match, Holly était attaqué par Sylvan.
- John "Bradshaw" Layfield (w/Jillian Hall) def. Rey Mysterio (13:24)
  - JBL a effectué le tombé sur Mysterio après un Clothesline from Hell.
- Randy Orton et Cowboy Bob Orton def. The Undertaker dans un Handicap Casket match (19:16)
  - Les Orton l'ont emporté quand ils ont mis l'Undertaker dans le cercueil après que Randy l'a frappé avec une chaise.
  - Après le match, les Orton ont mis le feu au cercueil avec l'Undertaker à l'intérieur.
- Juventud (w/Psicosis et Super Crazy) def. Nunzio (w/Vito) pour remporter le WWE Cruiserweight Championship (6:38)
  - Juventud a réalisé le compte de trois sur Nunzio après un Juvi Driver.
- Batista def. Eddie Guerrero pour conserver le World Heavyweight Championship (18:40)
  - Batista a réalisé le compte de trois sur Guerrero après un Spinebuster.
  - Pendant le match, Eddie a essayé d'utiliser des armes à de multiples reprises mais s'est volontairement à chaque fois désisté.
  - Le jour du show était l'anniversaire d'Eddie. Après l'arrêt de la diffusion, Batista lui montrait une pancarte "Happy Birthday".

- - C'était le dernier PPV d'Eddie Guerrero avant sa mort.